# Kinh nghiệm tôn giáo
Kinh nghiệm tôn giáo (đôi khi được gọi là kinh nghiệm tâm linh, kinh nghiệm thiêng liêng hoặc kinh nghiệm huyền bí) là một kinh nghiệm chủ quan được diễn giải trong khuôn khổ tôn giáo. Khái niệm này bắt nguồn từ thế kỷ 19, như một sự bảo vệ chống lại chủ nghĩa duy lý đang phát triển của xã hội phương Tây. William James là người phổ biến khái niệm này.
Nhiều truyền thống tôn giáo và thần bí xem kinh nghiệm tôn giáo (đặc biệt là kiến thức đi kèm với chúng) là những tiết lộ do các đại diện thần thánh gây ra chứ không phải là quá trình tự nhiên thông thường. Chúng được coi là những cuộc gặp gỡ thực sự với Thiên chúa hoặc các vị thần, hoặc tiếp xúc thực sự với các thực tại bậc cao hơn mà con người không nhận thức được theo lẽ thông thường.
Những người hoài nghi có thể cho rằng kinh nghiệm tôn giáo là một đặc điểm tiến hóa của bộ não con người có thể tuân theo nghiên cứu khoa học thông thường.  Điểm tương đồng và khác biệt giữa kinh nghiệm tôn giáo giữa các nền văn hóa khác nhau đã cho phép các học giả phân loại chúng để nghiên cứu học thuật.